# Paro Chhu
Paro Chhu är ett vattendrag i Bhutan. Det ligger i den västra delen av landet, 20 kilometer sydväst om huvudstaden Thimphu.
I omgivningarna runt Paro Chhu växer i huvudsak blandskog. Runt Paro Chhu är det glesbefolkat, med 16 invånare per kvadratkilometer.